# 米特赛姆 (摩泽尔省)
米特赛姆（法語：Mittersheim，法語發音：[mitəʁsaim]；洛林法兰克语：Mideurche、Mittesch）是法国摩泽尔省的一个市镇，属于萨尔堡-萨兰堡区。

## 地理
米特赛姆（48°51'40"N, 6°56'31"E）面积16.77 平方千米，位于法国大東部大區摩泽尔省，该省份为法国东北部内陆省份，是洛林的一部分，西南接默尔特-摩泽尔省，东临下莱茵省，北与卢森堡和德国接壤。
与米特赛姆接壤的市镇（或旧市镇、城区）包括：贝特尔曼、贝勒福雷、费内特朗日、卢德勒凡、涅代尔斯坦泽、罗默尔凡、圣让德巴塞勒、维贝斯维莱尔。
米特赛姆的时区为UTC+01:00、UTC+02:00（夏令时）。

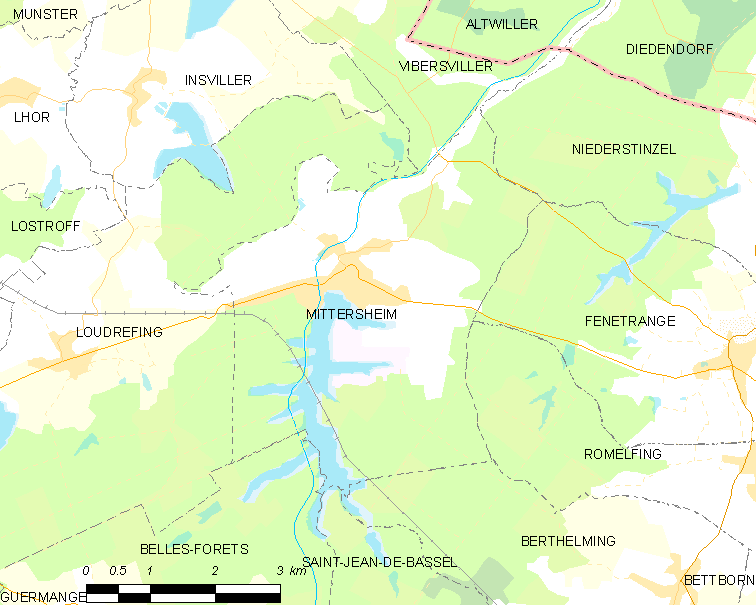
米特赛姆的OSM定位图

## 行政
米特赛姆的邮政编码为57930，INSEE市镇编码为57469。

## 政治
米特赛姆所属的省级选区为萨尔堡县。

## 人口

1962-2008年间米特赛姆人口变化图示

米特赛姆于2022年1月1日时的人口数量为579人。